# Sika Footwear
Sika Footwear A/S er en dansk producent af sikkerhedsfodtøj som sko, støvler og sandaler. Virksomheden har hovedkvarter i Herning og egen fabrik i Lviv i Ukraine. Årligt distribuerer de 700.000 par fodtøj fra deres 6.000 m2 lager i Herning. De har 140 ansatte. Sika Footwear markedsfører fodtøjsmærkerne: Sika, Brynje, Elten, Cofra, Dunlop og Tretorn i primært Vest- og Nordeuropa. Virksomheden blev etableret af Ole Engelbredt i 1977.